# Тессендерло
Тессендерло (нидерл. Tessenderlo) — коммуна в провинции Лимбург. По состоянию на 1 января 2018 года население составляет 18 514 человек. Площадь составляет 51,35 км², плотность населения 361 чел/км².

## Коммуна
Тессендерло — это муниципалитет, расположенный в бельгийской провинции Лимбург. Именно здесь встречаются около аббатства Авербоде три бельгийские провинции Лимбург, Фламандский Брабант и Антверпен. К муниципалитету Тессендерло относятся деревни Тессендерло, Шут, Энгсберген, Хулст и Берг.
Тессендерло расположен вдоль Альберт-канала и европейского маршрута E313, шоссе между Антверпеном и Льежем. Это одна из причин, по которой в 1960-х годах этот муниципалитет стал местом для первой бельгийской «промышленной зоны национального значения».
Тессендерло был сценой печально известного промышленного бедствия во время Второй мировой войны, когда 29 апреля 1942 взорвался запас 150 тонн аммиачной селитры на химическом заводе Produits Chimiques de Tessenderloo (ныне Tessenderlo Chemie), расположенном недалеко от центра города, убив 189 человек на заводе и в городе.
Тессендерло является частью небольшой западной зоны Лимбурга, где говорят не на лимбургском, а брабантском диалекте.

## Известные уроженцы
- Кейт Райан — бельгийская поп-певица

## Галерея
- Тессендерло
- Химический завод и железная дорога в Тессендерло
- Церковь Св. Мартина
- Фасад церкви Св. Мартина
- Церковь Св. Иосифа